# NVX-CoV2373

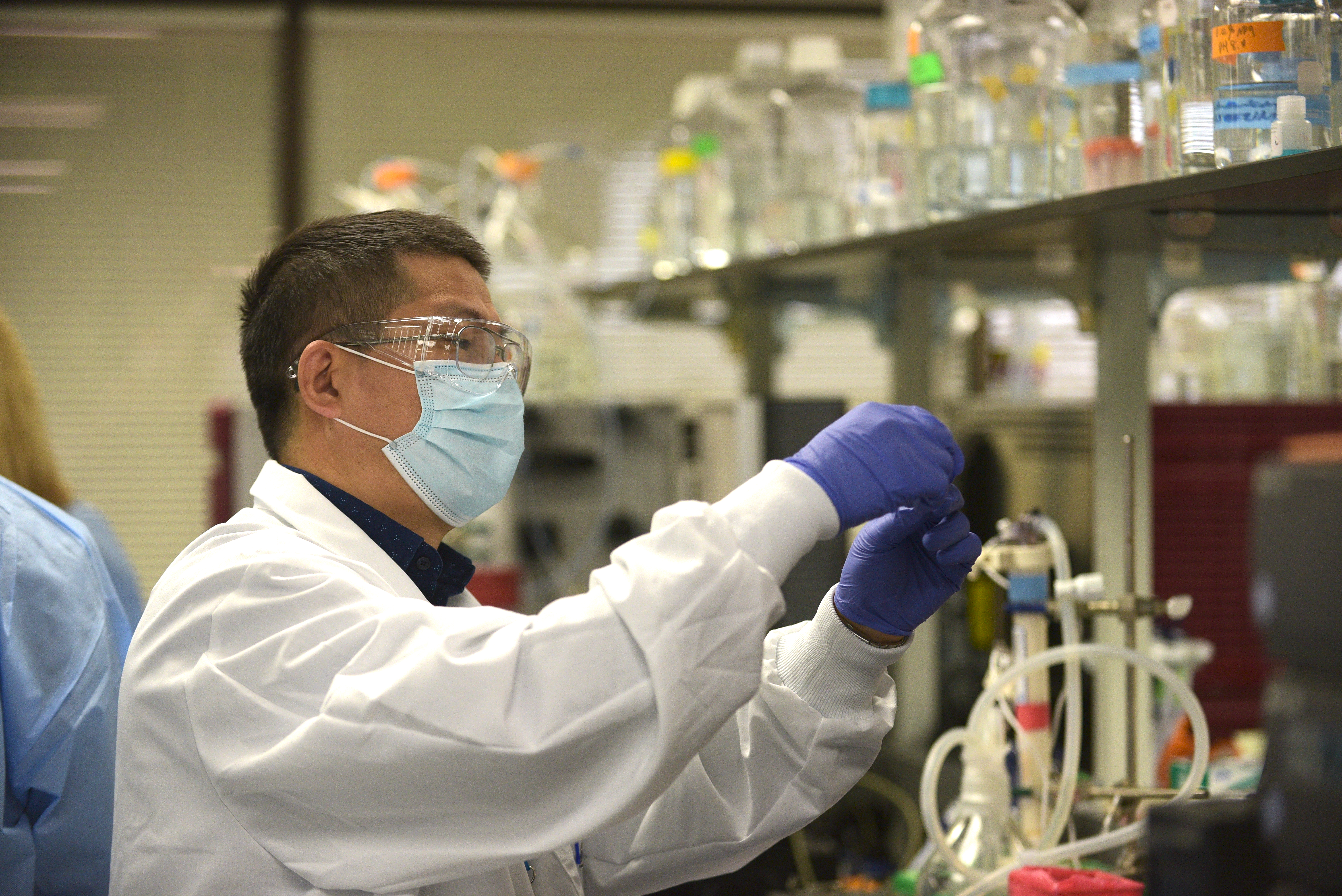
Área de pesquisa e desenvolvimento da Novavax

A NVX-CoV2373  ou vacina covid-19 da Novavax é uma vacina para prevenir covid-19 desenvolvida pela Novavax.
Em 11 de março de 2021 a empresa anunciou que o imunizante tinha 96,4% de eficácia contra a cepa original e que prevenia 100% dos casos graves da doença.

## História
A ideia de criar a vacina surgiu em janeiro de 2020. "Em 10 de janeiro, pesquisadores chineses publicaram a sequência do genoma do vírus que assolava a cidade de Wuhan. Três dias depois, Gregory Glenn, presidente da Novavax, pediu à sua equipe que encomendasse a um fornecedor o gene para a proteína spike do vírus. (...) O gene para a proteína spike demorou a chegar, entretanto. Finalmente, às 6h do dia 3 de fevereiro, um vice-presidente do fornecedor entregou em mãos um frasco com tampa vermelha contendo o gene no prédio de tijolos bege da Novavax. O vírus ainda não tinha sido nomeado oficialmente - o frasco tinha o rótulo “Cov / Wuhan” - mas a Novavax agora estava na corrida para domesticá-lo, Os cientistas da empresa começaram a trabalhar “em ritmo frenético.", escreveu a revista Science em novembro de 2020.
O governo dos Estados Unidos investiu US$ 1,6 bilhão no desenvolvimento da vacina.

### Testagens
Após os testes da Fase I e II provarem que a vacina era segura, no dia 28 de dezembro de 2020 a empresa anunciou que os testes de Fase III já estavam programados para começar nos Estados Unidos e no México. Os mesmos estudos já estavam sendo conduzidos no Reino Unido.
O plano da Fase III previa a vacinação de 30 mil pessoas com 18 anos ou mais, seguindo o seguinte esquema:
- 25% de pessoas com 65 anos ou mais
- 15% de pessoas negras
- 10 a 20% de latino-americanos
- 1 a 2% de índios americanos
- 10 mil pessoas para o grupo do placebo

No entanto, no 11 de março de 2021, quando anunciou a eficácia da vacina, a Novavax comunicou que pouco mais de 15 mil voluntários, entre 18 e 84 anos de idade, haviam participado dos testes, inclusive na África do Sul.

#### Testes em portadores de HIV
Na África do Sul, o estudo também envolveu adultos HIV-positivos clinicamente estáveis, sendo feita uma análise completa da eficácia da vacina entre 147 voluntários  (51 casos no grupo da vacina e 96 no grupo do placebo). Neste grupo, a vacina demonstrou uma eficácia geral de 48,6% contra as cepas da variante do Sars-Cov-2, a B.1.351/501Y.V2, que mais circula no país.

## A vacina

### Eficácia
A vacina tem uma eficácia geral de 96,4% para prevenir covid-19 e 100% de eficácia para prevenir casos graves da doença.
Na África do Sul, onde surgiu e circulam mais as cepas da variante B1.351, os testes mostraram uma eficácia menor, de 55,9%, e no Reino Unido, onde surgiu e circula mais a variante B.1.1.7/501Y.V1, a eficácia foi de 86,3%. No entanto, mesmo nestes dois países a vacina previne 100% dos casos graves da doença.

### Posologia
Estão previstas duas doses da vacina, com intervalo de 21 dias entre uma e outra.

### Armazenamento
A NVX-CoV2373  pode ser armazenada em refrigeradores normais, em temperatura de 2° a - 8° C.